# Ferdinand Hessler
J. Ferdinand Hessler (auch Heßler; * 23. Februar 1803 in Regensburg; † 11. Oktober 1865 in Wien) war ein österreichischer Physiker und Hochschullehrer.

## Leben
Hessler wurde als Sohn eines österreichischen Kanzlisten geboren. Er besuchte das Gymnasium in Prag und ging anschließend an die Universität Wien. Dort widmete er sich zunächst dem Studium der Rechtswissenschaft und daneben der Mathematik und Physik. Über die Zeit verschob sich sein Studium hin zur Mathematik und Physik. Nach seiner Assistentenzeit in Wien bei Andreas von Baumgartner wurde er 1826 supplierender Professor der Physik an der Universität Graz und zudem Professor der Chemie am Grazer Joanneum. Seine Promotion zum Dr. phil. erfolgte 1828, etwa zwei Jahre später, 1830, die Ernennung als ordentlicher Professor der Physik und angewandten Mathematik an der Grazer Universität. 
Hessler folgte 1835 einem Ruf an die Universität Prag, an der er ebenfalls als Ordinarius der Physik tätig war. im Auftrag des Gewerbevereins zur Ermunterung des Gewerbsgeistes in Böhmen zu industriellen Zwecken bereiste er als Fachgutachter in den Jahren 1838, 1839 und 1840 Böhmen sowie große Teile von West- und Mitteleuropa, 1840 wurde er Mitglied der Provinzial-Handelscommission in Böhmen. In dieser Zeit begann er auch, populäre Vorträge über Mechanik und industrielle Physik zu halten.
Hessler folgte 1843/1844 einem weiteren Ruf auf den Lehrstuhl der Physik am k.k. Polytechnisches Institut  zu Wien und ab 1845 übernahm er vertretend außerdem die Professur für Physik an der Wiener Universität. Bei den Wahlen zum Wiener Gemeinderat 1861 konnte er einen Sitz erringen. In diesen Ämtern nahm er sich 1865 in den Räumen seines Arbeitsbereichs im k.k. Polytechnisches Institut das Leben durch Erhängen. Er soll an Depressionen gelitten haben.
Hessler hat vielfältige Ehrungen erhalten. Er war Mitglied der Königlichen böhmischen Gesellschaft der Wissenschaften, ab 1848 der Österreichischen Akademie der Wissenschaften und außerdem Ehrenmitglied des Physikalischen Vereins. Im Jahre 1850 wurde er außerdem Mitglied des philosophischen Doktorenkollegiums der Wiener Universität und 1855 zur Pariser Weltausstellung als Jurymitglied abgeordnet.

## Werke (Auswahl)
Von Hessler sind eine Menge Beiträge zu Periodika bekannt. Außerdem war er von 1841 bis 1843 Herausgeber der böhmischen Encyclopädischen Zeitschrift. Darüber hinaus wurden von ihm folgende Werke gedruckt:
- Jahrbuch für Physiker, Chemiker, Mineralogen, Techniker ..., enthaltend die Fortschritte der Physik, Chemie, Mineralogie u. s. w. im Laufe des Jahres 1833. 2 Bände, Damian und Sorge, Gratz 1835.
- Jahrbuch für Fabrikanten und Gewerbetreibende, Physiker, Techniker, Pharmaceuten und Oekonomen. Haase Söhne, 2 Jahrgänge, Prag 1838–1839.
- Bericht der besonderen Commission zur Feststellung guter und bequemer Branntweinwagen, Wien 1849.
- Lehrbuch der Physik: nach den Bedürfnissen der Technik, der Künste und Gewerbe, zum Gebrauche beim Unterrichte in technischen Schulen, so wie beim Selbstunterrichte, Braumüller, Wien 1852 (ab 1866 2 Bände).